# بول سوليز
بول سوليز (بالإنجليزية: Paul Soles)‏ هو ممثل كندي، ولد في 11 أغسطس 1930 بتورونتو في كندا.

## أعمال

### أفلام
- (2001) الهدف[5]
- (2008) هولك الخارق[6][7][8][9]

## وصلات خارجية
- بول سوليز على موقع IMDb (الإنجليزية)
- بول سوليز على موقع ألو سيني (الفرنسية)
- بول سوليز على موقع ميوزك برينز (الإنجليزية)
- بول سوليز على موقع أول موفي (الإنجليزية)
- بول سوليز على موقع قاعدة بيانات الأفلام السويدية (السويدية)
- بول سوليز على موقع قاعدة بيانات الفيلم (الإنجليزية)
- بول سوليز على موقع كينوبويسك (الروسية)